# Фуміко Кометані
Фуміко Кометані (яп. 米谷ふみ子; англ. Fumiko (або Foumiko) Kometani; нар. 1930, Осака, Японія) — японська письменниця, новелістка, есеїстка, літературний критик та художниця. 

## Біографія
Фуміко Кометані народилася у 1930 році у місті Осака, Японія. Закінчила Жіночий університет Осаки. У 1960 році отримала стипендію на участь у мистецькому семінарі у місті Пітерборо, США. Там познайомилася, а пізніше одружилася із відомим американським драматургом та літературним критиком Джошом Грінфельдом. 

## Нагороди
- Bungakukai Prize (1985), за Enrai no Kyaku (англ. Guest from a long-distance)
- Shincho Prize for New Writers (1985), за Sugikoshi no Matsuri (англ. Passover)
- Akutagawa Prize (1986), за Sugikoshi no Matsuri
- Women's Literary Prize (1998), за Family Business[4]

### Японською
- A Visitor from Afar (1985)
- Passover (1985)
- The Tumbleweed (1986)
- In-laws (1986)

- A Shocking Statement by the Prime Minister (1986)
- Japan Seen as Dangerous by Foreigners (1986)
- A Gift to the Next Generation (1988)
- Wasabi For Breakfast (2013)

### Англійською
- Pictures from Their Nightmare (1987)
- Silence is Essential (1988)